# سردنی وشتار
«سِرِدنی وَشتار» (به انگلیسی: Sredni Vashtar) یک داستان کوتاه ژانرِ وحشت اثر ساکی است که بین سال‌های ۱۹۰۰ و ۱۹۱۱ نوشته شده و در ابتدا در کتابی از او با عنوان شرح وقایع (دوران) کلوویس (به انگلیسی: The Chronicles of Clovis) منتشر شد.